# Bidessus knapporum
Bidessus knapporum – gatunek wodnego chrząszcza z rodziny pływakowatych, podrodziny Hydroporinae i plemienia Hyphydrini.
Gatunek opisany został w 2008 roku przez Günthera Wewalkę i Olofa Biströma. Zaliczany jest do grupy gatunków sharpi.
Chrząszcz o ciele długości od 1,65 do 1,9 mm i szerokości od 0,9 do 1 mm. Głowa i pokrywy czarne do ciemnordzawych, te ostatnie z drobnymi, ceglastymi, podłużnie ustawionymi znakami w postaci bocznych kropek. Przedplecze ciemnoceglaste z ciemniejszym przednim i tylnym brzegiem. Edeagus samca w widoku górnym nieco przewężony pośrodku i stopniowo zwężony ku wierzchołkowi, a widoku bocznym również stopniowo do czubka zwężający się.
Owad afrotropikalny, znany tylko z regionu Shewa w etiopskiej Amharze.